# Emily Baldoni
Emily Baldoni (eigentlich: Emily Malou Fuxler, früher Emily Foxler; * 3. August 1984 in Uppsala, Uppsala län) ist eine schwedische Schauspielerin.

## Leben
Baldoni hatte bereits 2005 einen Filmauftritt in dem Kurzfilm The Elephant’s Room. Im Jahr 2008 folgten zwei Rollen in den Horrorkomödien Killer Pad von Robert Englund, in der sie die Lucy spielte und Grizzly Park von Tom Skull, in der sie die Bebe verkörperte. 2009 erschien sie als Anna in Roel Reinés Horrorthriller Lost Island – Von der Evolution vergessen. In dem 2012 veröffentlichten Thriller Identical war sie als Shelly Worth zu sehen. Ein Jahr später stand sie als Lonely in Tom Glynns Krimi Automotive und als Em in James Ward Byrkits Coherence vor der Kamera. In Melanie Mayrons Drama Snapshots aus dem Jahr 2018 spielte sie die Allison, wofür sie den Award of Merit als beste Nebendarstellerin bei der Accolade Competition sowie eine PAMA-Nominierung als beste Schauspielerin bei den Paris Art and Movie Awards erhielt. Sie hatte etliche Gastauftritte in Fernsehserien, so unter anderem 2010 als Schwester Nike in Legend of the Seeker – Das Schwert der Wahrheit und 2014 als Nancy Davis in Reckless.
Seit dem 27. Juli 2013 ist sie mit dem Schauspieler Justin Baldoni verheiratet. Das Paar hat zwei Kinder, eine Tochter (* 2015) und einen Sohn (* 2017).

## Filmografie

### Filme
- 2005: The Elephant’s Room (Kurzfilm)
- 2008: Killer Pad
- 2008: Grizzly Park
- 2009: Lost Island – Von der Evolution vergessen (The Lost Tribe)
- 2009: Der Womanizer – Die Nacht der Ex-Freundinnen (Ghosts of Girlfriends Past)
- 2009: 16 to Life
- 2010: Deadly Honeymoon (Fernsehfilm)
- 2012: Identical
- 2012: Left to Die – Die wahre Geschichte von Sandra und Tammi Chase (Left to Die, Fernsehfilm)
- 2012: Hidden Moon
- 2013: Automotive
- 2013: Coherence
- 2013: Criticized
- 2016: Criticsized
- 2018: Snapshots
- 2018: Child Safety Pledge (Kurzfilm)
- 2019: Drei Schritte zu Dir (Five Feet Apart)

### Fernsehserien
- 2007: CSI: NY (eine Folge)
- 2008: Burn Notice (eine Folge)
- 2008: How I Met Your Mother (eine Folge)
- 2008: L.A. Crash (Crash, eine Folge)
- 2009: Navy CIS (NCIS, eine Folge)
- 2009: CSI: Miami (eine Folge)
- 2009: Without a Trace – Spurlos verschwunden (Without a Trace, eine Folge)
- 2009: Hallo Hollywood
- 2009: Bones – Die Knochenjägerin (Bones, eine Folge)
- 2009: CSI: Den Tätern auf der Spur (CSI: Crime Scene Investigation, zwei Folgen)
- 2010: Legend of the Seeker – Das Schwert der Wahrheit (Legend of the Seeker, drei Folgen)
- 2010: Three Rivers Medical Center (eine Folge)
- 2010: The Mentalist (eine Folge)
- 2011: Human Target (eine Folge)
- 2011: Chaos (eine Folge)
- 2011: Rizzoli & Isles (eine Folge)
- 2012: Rules of Engagement (eine Folge)
- 2012: Men at Work (eine Folge)
- 2012: Mad Men (eine Folge)
- 2013: The Glades (eine Folge)
- 2013: Castle (eine Folge)
- 2013: Mob City (eine Folge)
- 2014: Marvel’s Agents of S.H.I.E.L.D. (eine Folge)
- 2014: Navy CIS: L.A. (NCIS: Los Angeles, eine Folge)
- 2014: Major Crimes (eine Folge)
- 2014: Reckless (vier Folgen)
- 2015: Jane the Virgin (eine Folge)
- 2016: JustBoobs Sketch (eine Folge)

## Auszeichnungen und Nominierungen
- 2018: Accolade Competition – Award of Merit als beste Nebendarstellerin für Snapshots
- 2018: Paris Art and Movie Awards – PAMA-Nominierung als beste Schauspielerin für Snapshots